# Ханта, Шимон
Шимон Ханта (венг. Simon Hantaï; 7 декабря 1922[…], Биа, Королевство Венгрия — 12 сентября 2008[…], XIV округ Парижа, Париж, Франция) — венгерский и французский (принял французское гражданство в 1966 году) художник, обычно ассоциирующийся с абстрактным искусством.
Творчество художника исследовало идеи отсутствия и молчания, сам художник воспринял эти идеи настолько серьёзно, что полностью исчез из виду на протяжении последних 15 продуктивных лет и умер в практически полной изоляции 11 сентября в своем доме в Париже. Ему было 85 лет.

## Биография
Родился в 1922 году в небольшом венгерском городке Биаторбадь, расположенном в самом центре страны. После учёбы в Будапештской школе изящных искусств он некоторое время путешествовал по Италии пешком, в 1948 году переехал жить во Францию. Один из основателей сюрреализма Андре Бретон написал предисловие к его первой выставке в Париже, однако в 1955 году Ханта порвал с группой сюрреалистов из-за принципиального отказа Бретона принять любое сходство между сюрреалистической техникой автоматического письма и методами живописи действия Джексона Поллока.
Он был известен, в частности, абстрактными, часто огромными полотнами, потрескавшимися смелым, насыщенным цветом, акцентированным незаполненными участками чистого белого цвета.
Ретроспектива его работ была проведена в Центре Помпиду в 1976 году, а в 1982 году он представлял Францию на Венецианской биеннале.
Представительная коллекция произведений Ханта хранится в Национальном музее Парижа, Центре Жоржа Помпиду в Париже и в Музее современного искусства Парижа.
Посмертная ретроспектива художника открылась в Центре Помпиду 22 мая 2013 года. В ней было представлено более 130 работ, выполненных с 1949 по 1990 годы, а также полноценный иллюстрированный каталог.
Его сыновья — музыканты Марк, Жером и Пьер Антай.

## Художественный метод художника
В 1960 году Ханта разработал свою технику «pliage» (складывание): холст сначала складывается в различные формы, затем окрашивается кистью и разворачивается, оставляя видимые пустые участки холста, прерываемые яркими всплесками цвета. Он заявил: «Изоляция развивалась из ничего. Нужно было просто поставить себя на место того, кто ничего не видел … на месте холста. Вы могли заполнить сложенный холст, не зная, где находится край». Вы не знаете, где что-то останавливается. Вы могли бы даже пойти дальше и рисовать с закрытыми глазами."
Ханта впервые начал работать над своим методом складывания с 1960 по 1962 годы. С 1967 по 1968 год он работал над серией картин «Meuns series», где изучал тему пейзажа. Meun — это название маленькой деревни в лесу Фонтенбло, где художник жил с 1966 года.

## Избранная библиография
- New York Times Obituary of Simon Hantaï
- Rosenberg, Karen, "Art in Review: Simon Hantaï," The New York Times, 5/23/13.
- Rodgers, Paul, "Simon Hantaï & Andy Warhol - The Fate of Modern Art in the Post-Second World War Era" 4/1/10.
- Rodgers, Paul, “The Resurgent Ground: Simon Hantaï,” The Modern Aesthetic, 2017.
- Cochran, Samuel, "Simon Hantaï's Abstract Paintings At Paul Kasmin Gallery, Centre Pompidou," Architectural Digest, 5/7/13.
- "Simon Hantaï," Time Out New York, 4/24/13.
- Ostrow, Saul, "Reviews: Simon Hantaï," Art in America, 9/11/11.
- An essay on Hantaï by art historian Molly Warnock
- An essay on Hantaï by Ben Lerner
- Dominique Fourcade, Isabelle Monod-Fontaine, Alfred Pacquement, Jean Coyner. Simon Hantaï, Paris: Centre Pompidou, 2013.